# Ван Цзяжуй
Ван Цзяжуй (род. в сентябре 1949, Циньхуандао, пров. Хэбэй), заведующий международным отделом ЦК КПК с 2003 года, также с 2013 года зампред ВК НПКСК, ранее мэр г. Циндао (1998—2000), член ЦК КПК с 2007 года (кандидат с 2002 года).
Член КПК с октября 1973 года, член ЦК КПК 17-18 созывов (кандидат 16 созыва). Депутат ВСНП 9-го созыва.
Докторская степень по экономике, профессор школы бизнес-администрирования Гуанхуа Пекинского университета.

## Биография
По национальности хань.
Степени по экономике магистра и докторскую получил в Гиринском университете на факультете экономики и менеджмента, где обучался в 1988—1994 годах.
В 1970-85 годах работал на почте в провинции Гирин.
В 1985—1992 годах работал в министерстве почты и телекоммуникаций.
В 1992-95 гг. работал в Госкомитете экономики и торговли.
С 1995 года вице-мэр и член посткома горкома, с 1997 года замглавы горкома и в 1998—2000 гг. мэр г. Циндао (пров. Шаньдун).
В 1995—1997 годах постдок по экономике в Фуданьском университете.
С сентября 2000 года заместитель, с 2003 г. заведующий международным отделом ЦК КПК.
С марта 2013 года зампред Всекитайского комитета Народного политического консультативного совета Китая (ВК НПКСК) 12-го созыва.
Также Ван Цзяжуй ведёт аспирантов по специальности «Промышленная экономика» в школе бизнес-администрирования Фуданьского университета.